# Cyathea angustipinna
Cyathea angustipinna är en ormbunkeart som beskrevs av Holtt. Cyathea angustipinna ingår i släktet Cyathea och familjen Cyatheaceae. Inga underarter finns listade.